# Unité urbaine de Tiercé
L'unité urbaine de Tiercé est une unité urbaine française qui fait partie du département de Maine-et-Loire et de la région Pays-de-la-Loire.

## Données globales
En 2010, selon l'Insee, l'unité urbaine de Tiercé était composée de deux communes, toutes les deux situées dans le département de Maine-et-Loire, plus précisément dans l'arrondissement d'Angers.
Dans le nouveau zonage de 2020, le périmètre est identique.
En 2022, avec 7 691 habitants, elle représente la 21e unité urbaine du département de Maine-et-Loire.
En 2021, sa densité de population s'élève à 159 hab/km2. Par sa superficie, elle représente 0,68 % du territoire départemental et, par sa population, elle regroupe 0,93 % de la population du département de Maine-et-Loire.

## Délimitation de l'unité urbaine en 2020
L'unité urbaine de Tiercé est composée de deux communes :
| Nom                   | Code Insee | Département    | Statut       | Superficie (km2) | Population (dernière pop. légale) | Densité (hab./km2) | Modifier                                    |
| --------------------- | ---------- | -------------- | ------------ | ---------------- | --------------------------------- | ------------------ | ------------------------------------------- |
| Tiercé (ville-centre) | 49347      | Maine-et-Loire | ville-centre | 33,70            | 4 498 (2022)                      | 133                | modifier les données · modifier les données |
| Briollay              | 49048      | Maine-et-Loire | banlieue     | 14,28            | 3 193 (2022)                      | 224                | modifier les données · modifier les données |

## Évolution démographique
L'évolution démographique ci-dessus concerne l'unité urbaine selon le périmètre défini en 2020.
| 1968  | 1975  | 1982  | 1990  | 1999  | 2009  | 2014  | 2020  |
| ----- | ----- | ----- | ----- | ----- | ----- | ----- | ----- |
| 2 744 | 3 189 | 4 310 | 5 052 | 5 887 | 6 856 | 7 136 | 7 599 |

## Pour approfondir